# Leon Flach
Leon Maximilian Flach (* 28. Februar 2001 in Humble, Texas) ist ein deutsch-amerikanischer Fußballspieler, der in der Ekstraklasa bei Jagiellonia Białystok unter Vertrag steht. Er spielt bevorzugt im zentralen bzw. defensiven Mittelfeld, ist aber auch variabel als Linksverteidiger einsetzbar. Flach spielte für die deutsche U18, ehe er sich entschied, für Nachwuchsmannschaften der USSF zu spielen.

## Privates
Flach wurde als Sohn deutscher Eltern in Humble, Texas in der Metropolregion Houston geboren, da sein Vater zu dieser Zeit dort arbeitete. Seine Mutter wollte für die Geburt eigentlich nach Deutschland fliegen, der Junge kam allerdings 4 Wochen zu früh auf die Welt. Da in den USA das Geburtsortsprinzip gilt, besitzt er sowohl die deutsche als auch die US-amerikanische Staatsbürgerschaft. Als Flach eineinhalb Jahre alt war, kehrte die Familie nach Deutschland zurück. Dort wuchs er in Schleswig-Holstein in der Ratekauer Dorfschaft Sereetz und Bad Schwartau in der Nähe von Lübeck auf, weshalb er sich selbst als Ostholsteiner bezeichnet. 2019 legte der 18-Jährige in Bad Schwartau das Abitur ab.

## Karriere

### Verein

#### Anfänge
Im Alter von fünf Jahren begann Flach beim Sereetzer SV mit dem Fußballspielen. Als F-Jugendlicher (U9) wurde er im Nachwuchsbereich des VfB Lübeck aufgenommen und acht Jahre lang ausgebildet. Seit der C-Jugend (U15) ist Flach für den FC St. Pauli aktiv, bei dem er hauptsächlich im zentralen Mittelfeld eingesetzt wird, aber auch variabel die linke Außenbahn bespielen kann. In der Saison 2017/18 spielte er mit den B1-Junioren (U17) in der B-Junioren-Bundesliga und kam im Frühjahr 2018 parallel bereits zu Einsätzen für die A-Junioren (U19). Zudem erhielt der 16-Jährige im Februar 2018 seinen ersten Profivertrag. In den Spielzeiten 2018/19 und 2019/20 gehörte Flach dann fest der U19 in der A-Junioren-Bundesliga an.

#### Profi beim FC St. Pauli
Wie bei der Unterzeichnung seines Profivertrags im Februar 2018 angekündigt, rückte Flach zur Saison 2020/21 in den Profikader auf. Dort traf er auf seinen ehemaligen A-Jugendtrainer Timo Schultz, der die Profimannschaft erst neu übernahm und Flachs „brutale Zweikampfstärke“, dessen „Tempo und enormen Willen“ lobte. Das Mitwirken an einer Vorbereitungspartie gegen den Bundesligisten Werder Bremen kommentierte der Jungspieler wie folgt: „Das war ein toller Moment, gegen Spieler zu spielen, die man bis dato nur aus dem Fernsehen kannte. Ich habe jeden Moment genossen! Solche Spiele machen natürlich auch Lust auf mehr. Das ist ein tolles Niveau, auf dem man dort spielt und ich werde nun alles dafür geben, dass dies nur der erste Schritt war“. Der Deutschamerikaner kam dann am 2. Spieltag kurz vor Schluss erstmals in der 2. Bundesliga aufs Feld und gewann mit dem Team mit 4:2 gegen den 1. FC Heidenheim. In der Profimannschaft hat Flach jedoch im zentralen Mittelfeld Konkurrenten wie Rico Benatelli, Christopher Buchtmann, Marvin Knoll und Rodrigo Zalazar sowie auf der Linksverteidigerposition Leart Paqarada und Daniel Buballa vor sich. Daher sammelte er parallel Spielpraxis in der zweiten Mannschaft in der viertklassigen Regionalliga Nord, für die er bis zur Saisonunterbrechung Anfang November 2020 zu 3 Einsätzen kam (ein Tor). Bei den Profis konnte sich Flach nicht durchsetzen. Er absolvierte bis Ende Januar 2021 9 Zweitligaspiele als Einwechselspieler, in denen er ein Tor erzielte. In den folgenden zwei Monaten kam er nicht mehr zum Einsatz.

#### Philadelphia Union
Ende März 2021 wechselte Flach kurz vor dem Beginn der Saison 2021 in die Major League Soccer zu Philadelphia Union. Der 20-Jährige unterschrieb beim Franchise aus Chester, Pennsylvania einen Vertrag bis zum 31. Dezember 2022 mit der Option auf eine dritte und vierte Spielzeit. Der zentrale Mittelfeldspieler entwickelte sich auf Anhieb zum Stammspieler und absolvierte in der regulären Saison 34 Ligaspiele (31-mal von Beginn), in denen er ein Tor erzielte. Mit seiner Mannschaft belegte Flach den 2. Platz der Eastern Conference und zog in die Play-offs ein. Für seine Leistungen in der regulären Saison wurde Flach von der Liga unter den besten 22 Spielern unter 22 Jahren geführt. In den Play-offs kam er in allen 3 Spielen in der Startelf zum Einsatz, ehe man im Conference-Finale am späteren MLS-Champion New York City FC scheiterte. Zudem spielte Flach 6-mal (stets von Beginn) in der CONCACAF Champions League, in der Philadelphia Union im Halbfinale gegen den Club América aus Mexiko ausschied. Nach der Saison 2024 verließ er das Franchise mit seinem Vertragsende.

#### Jagiellonia Białystok
Im Januar 2025 wechselte er zurück nach Europa zum polnischen Erstligisten Jagiellonia Białystok.

### Nationalmannschaft
Im Frühjahr 2019 lief Flach neben Spielern wie Simon Asta, Niklas Tauer oder Angelo Stiller für die U18 des DFB auf. Ein Jahr später nahm er eine Einladung des US-amerikanischen Fußballverbandes an und trainierte mit der US-amerikanischen U20, für die er auch Länderspiele absolvierte.

## Erfolge und Auszeichnungen
- Liste der 22 besten Spieler unter 22 Jahren der Major League Soccer: 2021